# Casa Mestres (Martorell)
La casa Mestres és una obra del municipi de Martorell (Baix Llobregat) protegida com a bé cultural d'interès local.

## Descripció
Es tracta d'un edifici cantoner neoclàssic construït a principis de la dècada de 1860. Consta de soterrani, planta baixa, dos pisos i terrat. En origen contia tres habitatges. En aquest immoble s'han fet reformes importants l'any 1959 i l'any 1986. La reforma de 1959 consistí en la redistribució de l'espai interior i l'embelliment de les façanes amb esgrafiats de Ferran Serra. La façana principal presenta un portal de pedra flanquejat per dues finestres, un balcó seguit amb tres portals al primer pis i al segon tres portals, cadascun amb el seu balcó. A sota del ràfec hi ha tres ulls de bou. Pel que fa als esgrafiats, als angles estan remarcats per un dibuix de carreus. A l'altura del primer pis hi ha representades dues noies: la de la banda dreta cull raïm d'una parra, mentre que la de l'esquerra porta un càntir i una gerra. Els elements decoratius de la segona planta són dues decoracions florals emmarcades i un remat al damunt dels balcons. A sota el ràfec hi ha un fris que s'estén per ambdues façanes.
A la façana de ponent el canvi estructural que s'hi va fer el 1959 fou la transformació de la caseta de sortida al terrat en una torratxa. Aquest element accentua la verticalitat d'aquesta façana en contraposició amb la principal on predomina la línia vertical. A la part superior s'hi obre un finestral semicircular per sota del qual hi ha un rellotge de sol flanquejat per dos "putti". Els elements decoratius més destacats són dues flàmules amb motius vegetals que flanquegen els dos extrems.

## Història
Miquel Puig construí aquesta casa a finals del segle xix, després que de l'inici de les obres del nou pont sobre l'Anoia que va contribuir a la urbanització d'aquest indret. La part inferior del torrent de Rosanes no es va cobrir fins a 1960. Fou aleshores que el nou propietari, Enric Mestres, va fer obres d'embelliment i reforma. L'any 1986, l'Ajuntament de Martorell, va reformar l'edifici per establir-hi un esplai d'avis, associacions culturals, etc.